# Crater 101
Crater 101 is de zeventiende aflevering van de televisieserie Captain Scarlet and the Mysterons, een sciencefictionserie waarin gebruikgemaakt wordt van de poppenspeltechniek supermarionation. De aflevering werd voor het eerst uitgezonden op ATV Midlands in Engeland op 26 januari 1968. Qua productievolgorde was het echter de 22e aflevering.
Deze aflevering is het vervolg op de aflevering Lunarville 7.

## Verhaal
In Cloudbase maakt Colonel White bekend dat de ontwikkelingen in Crater 101 aan de andere kant van de maan inderdaad is geïdentificeerd als een Mysteroncomplex. White vertelt Captain Scarlet, Captain Blue en Lieutenant Green dat voorbereidingen zijn getroffen met de Lunar Autoriteiten om de nieuwe Mysteronstad te vernietigen. Echter, om te zorgen dat deze vernietiging permanent is en de Mysterons de stad niet gewoon retrometaboliseren, moet eerst de krachtbron die retrometabolisatie mogelijk maakt worden uitgeschakeld. Hiervoor zullen een aantal vrijwilligers de stad binnen moeten gaan.
Via een radiobericht laten de Mysterons weten dat een ieder die hun stad op de maan binnen gaat zal worden vernietigd. Desondanks gaan Scarlet, Blue en Green akkoord met de missie. De spectrumofficieren reizen naar de maan en plannen hun aanval met de bemanning van Lunarville 6. Na een twee uur durende reis met de moonmobile komen ze bij Crater 101, alwaar ze vier uur de tijd hebben om de krachtbron te vinden en uit te schakelen voordat de stad zal worden opgeblazen met een atoomwapen. De controller, Linda Nolan, geeft Captain Scarlet een geluksammulet. Blue herkend de inscriptie en herinnert zich dat zij de eerste CB29 Neptunes ruimtesonde gelanceerd vanaf de maan coördineerde. Een andere kolonist, Frazer, prijst Scarlet om zijn moed en goede uiterlijk, maar Nolan beweert dit nog niet te hebben opgemerkt.
Scarlet, Blue en Green naderen de Mysteronstad per moonmobile. Nolan geeft Frazer het bevel met een Lunar Tank de bom te plaatsen en in te stellen op middernacht. Frazer reageert maar traag op deze bevelen.
Twee uur later arriveren de Spectrumofficieren bij de rand van de krater. Daar stappen ze over op een Lunar Tractor, en maken zich klaar om een aantal computergestuurde bewakingsvoertuigen te moeten bevechten. Blue slingert om de armen te ontwijken, terwijl Green de tractors raketgeweer bemand. Hij vernietigt het hoofdvoertuig, waarna de anderen stilvallen.
Wanneer Nolan contact met hem opneemt, maakt Frazer bekend een Mysteron te zijn. Hij heeft de bom ingesteld op 10 uur, 2 uur vroeger dan gepland. Lunarville 6 kan niets doen omdat de Spectrumgroep buiten radiocontact is.
Na te hebben gezien dat de bom is geplaatst stoppen Scarlet en Blue hun voertuig en betreden de stad. In het complex staan ze versteld door de kleurrijke en doorzichtige muren. Green wordt gehypnotiseerd door een licht, maar Scarlet kan dit licht stukschieten voor het hen alle drie treft. Scarlet ontdekte en gebied waar geen zwaartekracht is, en zweeft naar de volgende verdieping. Hier vindt hij een vreemd pulserend kristal dat ronddraait in een machine, en Blues instrumenten bevestigen dat dit de krachtbron is.
Nolan waarschuwt haar collega, Shroeder, over de gesaboteerde missie. Daar er geen radiocommunicatie mogelijk is, komt Shroeder met het idee een CB29 raket te gebruiken. Dat is het enige wat snel genoeg is om nog voor 10 uur in de krater te zijn. Nolan beveelt een onmiddellijke lancering van de raket.
Terwijl Scarlet probeert het kristal uit zijn houder te halen, crasht de CB29 raket in de krater. Scarlets geluksamulet beschrijft hoe Nolans missie “voorliep op schema” en Scarlet vreest dat de raket een waarschuwing is voor de bom. Blue bevestigt dit wanneer hij ontdekt dat de bom over 5 minuten afgaat. Scarlet stuurt Blue en Green naar de moonmobile terwijl hij blijft proberen het kristal los te breken. Hij slaagt hierin en haast zich naar de Lunar Tractor, en rijdt weg op het moment dat de bom afgaat. Even lijkt het erop dat Scarlet door de explosie is getroffen, maar hij komt ongeschonden tevoorschijn.
Terug in Lunarville 6 maakt Scarlet bekend dat ze snel terug moeten naar de Aarde om het kristal te onderzoeken. Nolan heeft het nu wel over Scarlets moed en charme, maar Shroeder dacht dat haar dit niet was opgevallen.

## Rolverdeling

### Reguliere stemacteurs
- Captain Scarlet — Francis Matthews
- Captain Blue — Ed Bishop
- Colonel White — Donald Gray
- Lieutenant Green — Cy Grant
- Captain Magenta — Gary Files
- Stem van de Mysterons — Donald Gray

### Gastrollen
- Linda Nolan — Sylvia Anderson
- Frazer — David Healy
- Shroeder — Jeremy Wilkin

## Trivia
- Het Myteronkristal duikt weer op in de aflevering "Dangerous Rendezvous".
- De Lunar Tank werd eerder gebruikt als een voertuig op de Dover raketbasis in de film Thunderbird 6.
- Deze aflevering is het tweede deel in een driedelig verhaal dat begon in Lunarville 7 en wordt voortgezet in Dangerous Rendezvous.